# هادي ضحوي
هادي ضحوي، لاعب كرة قدم كويتي سابق.
و قد كان يلعب مع نادي التضامن الكويتي، وقد سجل هدف في نهائي كأس الأمير 1999/2000، وفي عام 2007 انتقل إلى نادي النصر الكويتي.